# Am5x86
Am5x86處理器是AMD在1995發布的x86相容CPU，使用於486等級的電腦系統。對486系統的使用者來說，這是最快也最普遍相容的升級方式。
1995十一月發佈的Am5x86（又稱為5x86-133、Am5x86、X5-133、或以其他第三方標誌販售，例如"Turbochip"）是一顆內部有倍頻器為4倍頻的Am486處理器強化版，可以讓系統運作在133MHz而不需要正式支援DX2或DX4 486處理器的倍頻。如同所有的強化版Am486，Am5x86擁有回寫式（write-back）L1快取記憶體，不同的是，它少見的大方使用16 kibibytes，而不是一般的8 KiB。AMD可能也少量的釋出150 MHz版本。
因為4倍頻不是原始Socket 3的設計，AMD讓5x86可以主機板上的設定為2x而運作在4x下。當使用Am5x86時，主機板必須設定為2x。這顆晶片在物理上也可用在更早期的486插槽，像是Socket 1或2，或最原始的168-pin 80486插槽，但因為Am5x86的運作電壓為3.45v，所以必須更換穩壓器（voltage regulator）。
結合業界最頂尖的時脈速度和相對較大的16 kib回寫式L1快取記憶體令5x86在整數運算性能上相等甚至略超過了Intel Pentium 75 MHz處理器。此外，因為它基於純粹的486設計，使得它能與舊系統相容，而他的競爭者Cyrix Cx5x86則出了些問題。這顆CPU普遍的能被超頻至160MHz，相當於Pentium 90MHz系統的效能。儘管有報導說有人成功地將它超頻至200MHz，但這需要能應付50MHz FSB的罕見VLB video card和主機板（尤其是快取記憶體），所以難以達成。Socket 3版本的AMD-X5-133ADZ是首選版本的晶片，因為它的額定工作溫度較高與更高的超頻幅度。 
Am5x86也因最先使用備受爭議的PR rating而著名。因為5x86在效能測試上相當於Pentium 75MHz處理器，所以AMD隨後將它以"Am5x86-P75"推向市場。
當K5的開發進度落後時，銷售Am5x86成為AMD重要的收入來源 考驗著該公司的盈利能力。
AMD公司製造用於普通PC的Am5x86處理器一直到1999年。它在入門級桌上型電腦受到歡迎、出現在許多不同型號的筆記型電腦上，並也作為舊486系統的升級處理器單獨銷售。數家公司製造了升級工具，包含有電壓調節器的AMD 5x86及插槽轉換器，這使得它適用在幾乎任何過去生產的486主機板。這顆晶片甚至使用在Acorn RiscPC "PC card"的第二處理器。該RiscPC的OpenBus只支持32-bit處理器，這表示著Pentium無法輕易與他連接。Intel昂貴的Pentium Overdrive for 486系統是一個麻煩的CPU，有許多的相容性問題，因而不被使用。因此該5x86提供RiscPC Windows性能的頂點。 
該晶片至今已經停產，停產前曾在嵌入式控制器中受到歡迎。其中5x86家族衍生的核心使用在AMD銷售的microcontrollers的Élan SC520家族。

## 型號

### Am5x86-P75 (X5-133)
- 350 nm CMOS 製程
- L1快取記憶體：16 KiB unified. write-back or write-through. 4-way associative
- Socket 3，168-pin Socket 1，or Socket 2 with voltage regulator
- 核心電壓：3.45 V
- 時脈頻率：133 MHz
- FSB：33 MHz

## 外部連結
- AMD: The Am5x86™ Microprocessor（页面存档备份，存于）（英）
- Comparative performance benchmarks（英）
- CPU Upgrade: Give your 486 PC a kick with the AMD 5x86 - 133!（页面存档备份，存于）（英）
- Gallery including Am586 images（页面存档备份，存于） at Cpushack.net（页面存档备份，存于）（英）
- AMD 5x86 processor images and descriptions at cpu-collection.de（页面存档备份，存于）（英）
- AMD's Élan µController family（页面存档备份，存于）（英）